# زرار (صباح)

تعديل مصدري - تعديل

زرار هي إحدى قرى عزلة صباح بمديرية صباح التابعة لمحافظة البيضاء، بلغ تعداد سكانها 365 نسمة حسب تعداد اليمن لعام 2004.